# La vita interiore
La vita interiore è un romanzo dello scrittore italiano Alberto Moravia, pubblicato nel 1978 dopo sette anni di lavoro di scrittura e riscrittura. 
Costituito da quindici capitoli distribuiti su tre parti ("La casa di appuntamenti", di 2 capp.; "Gli anni criminali", di 6 capp.; "Il gruppo e l'orgia", di 7 capp.), la caratteristica formale più saliente del romanzo è rappresentata dal fatto che esso è strutturato come un'intervista collocata in uno spazio e in un tempo indeterminati che la giovane protagonista, Desideria, rilascia all'autore, indicato come "Io". 

## Storia editoriale
Proprio mentre lavorava a La vita interiore, Moravia firmò anche l'introduzione al volume de I Meridiani con le opere scelte del Marchese De Sade: proprio a causa degli eccessi sadiani che permeano il romanzo moraviano, tra il 1979 e il 1980 esso venne sequestrato per due volte da uno stesso procuratore della Repubblica.

## Trama
Desideria, ragazzina obesa e infelice, vive assieme alla madre vedova e ricca Viola che, un giorno, le rivela di non essere la sua vera madre e di averla comprata da una prostituta. La notte prima, inoltre, Desideria assiste per caso a una scena di sesso a tre: la madre è sodomizzata dall'amministratore dei beni di famiglia Tiberi sotto lo sguardo della governante Chantal. Questi eventi portano ad un mutamento nella vita di Desideria che crescendo diventa un'adolescente snella e bellissima che scatena in Viola una morbosa attrazione sessuale. Durante una vacanza con la madre a Zermatt, Desideria conosce Emilio, un ragazzo di Milano appassionato delle teorie di Karl Marx che la introduce al marxismo, e assume allo stesso tempo la piena consapevolezza che Viola è incestuosamente attratta da lei, poiché Viola ha cercato di masturbarla nel sonno.  
Desideria, come atto di ribellione nei confronti della madre adottiva, decide di imitare le prostitute da marciapiede, avendo come primo e unico cliente Erostrato Occhipinti, un siciliano spiantato, che fa credere a Desideria di essere membro attivo di gruppi di estrema sinistra che organizzano furti e sequestri per finanziare l'imminente rovesciamento rivoluzionario dell'ordine borghese, anche se in realtà ha svolto in passato anche attività d'informatore per la polizia. La ragazza pensa di servirsi di Erostrato per sequestrare Viola, in modo da estorcerle un riscatto attraverso Tiberi. Erostrato non prende sul serio la sua idea, ma tuttavia le parla di Quinto, un compagno milanese in arrivo a Roma che è in grado di autorizzare e organizzare il sequestro. 
Il luogo in cui tenere Viola prigioniera, secondo Desideria, potrebbe essere la garçonniere di proprietà della madre, attirata lì con la promessa di un'orgia con la figlia adottiva ed Erostrato. Quinto arriva a Milano e fa un sopralluogo nell'appartamento dove tenere in ostaggio Viola, dove Quinto, armato, caccia Erostrato e violenta Desideria. A questo punto, Desideria rivela a Quinto che Erostrato è in realtà una spia infiltrata dalla polizia nel suo gruppo rivoluzionario, come provato in un dossier dei carabinieri in mano a Tiberi, e gli chiede di accompagnarla dall'amministratore della madre per farsi dare il fascicolo: Tiberi però quando incontra Desideria tenta di violentarla. Quinto, che non sa di quanto accaduto a casa di Tiberi, la porta in una casa di appoggio per terroristi dalle parti di San Giovanni; Desideria però prende la pistola dal suo giubbotto e lo uccide. Uscita dalla casa, Desideria non si reca alla garçonnière per l'orgia con la madre adottiva e con Erostrato, interrompendo improvvisamente il racconto asserendo che quanto detto basta per conoscerla "come personaggio".

## Personaggi principali
- Io - L'autore intervistatore.
- Desideria - L'intervistata. È la protagonista del romanzo, figlia adottiva della vedova Viola.
- Voce - È l'istanza psichica che si è staccata da Desideria e la guida come una governante onnisciente alla rivolta contro il mondo borghese.
- Viola - Ricca vedova italo-americana, espressione dell'alta borghesia imprenditoriale pariolina, madre adottiva di Desideria.
- Tiberi - Amministratore dei beni di Viola e suo amante.
- Erostrato - Figura equivoca di sfruttatore e mantenuto, incontra Desideria come cliente quando questa tenta di fare la prostituta per poi diventare a sua volta prostituto di Viola.
- Quinto - Il "compagno" di Milano amico di Erostrato, sedicente membro di un gruppo rivoluzionario, forse solo un criminale comune.
- Emilio - Un ragazzo della borghesia milanese che incontra Desideria in Svizzera e la introduce al mondo concettuale del marxismo.
- Giorgio - Il primo e unico vero fidanzato di Desideria.
- Diomira - La ruffiana sedicente sarta che adesca Desideria e cerca di introdurla nel giro della prostituzione.

## Analisi
Come suggeriscono alcune occorrenze nel testo dell'espressione "vita interiore", nelle quali si sottolinea la differenza tra il carattere simbolico di ciò che è solo pensato rispetto a ciò che è espresso nella prassi esteriore, il titolo del romanzo allude alla forte valenza simbolica degli avvenimenti narrati, quasi sempre particolarmente crudi. Sin dall'incipit ("Desideria: Il mio nome è Desideria. E ho avuto una Voce") appare anche la "Voce", una figura emersa dallo sdoppiamento della personalità di Desideria, la quale per questo si paragona a Giovanna D'Arco, un'altra giovane vergine che udiva le voci. Desideria ha l'impressione che la sua Voce femminile da governante, una sorta di Super-io onnisciente e immorale che dall'età di quindici anni la guida verso un rifiuto radicalmente dissacrante del mondo borghese romano in cui lei vive con la ricca madre adottiva, provenga dall'esterno, non sia cioè allucinatoria, e la prima volta le si manifesta di notte e al buio da un angolo della sua stanza come dilatazione e prolungamento della consueta masturbazione, rivolgendole le parole "Piccola troia pariolina...". Altra figura centrale del romanzo è la ricca vedova italo-americana Viola, un'erotomane alcolizzata, tormentata per gran parte del romanzo dall'amore saffico non corrisposto che nutre per la bellissima figlia adottiva adolescente. Viola, così, oscilla come un pendolo tra due estremi: il desiderio di essere una madre vera e normale per la figlia adottiva, da un lato, e la passione lesbica per la ragazza vista come un corpo estraneo e per ciò stesso desiderabile, dall'altro. Nel corso delle loro numerose avventure all'insegna dell'erotismo più sfrenato, dello stupro, del ricatto e della violenza, Desideria e Viola incontrano diverse figure maschili, le più importanti delle quali, ai fini della narrazione (che si svolge, come si può desumere da qualche indizio implicito, in un settennio posto a cavallo tra la fine degli anni Sessanta e i primi anni Settanta del Novecento), sono l'amministratore Tiberi, l'equivoco sfruttatore Erostrato e il "compagno di Milano" Quinto.

## Opere derivate
Nel 1980 il regista Gianni Barcelloni girò il film Desideria: la vita interiore, tratto dal romanzo di Moravia, con Stefania Sandrelli (Viola), Lara Wendel (Desideria), Vittorio Mezzogiorno (Erostrato), Klaus Löwitsch (Tiberi) e Orso Maria Guerrini (Quinto).

## Edizioni
- Alberto Moravia, La vita interiore, Bompiani, Milano, 1978.